# Francesco Russo
Francesco Russo (sinh ngày 23 tháng 12 năm 1981) là một cầu thủ bóng đá người Ý hiện tại thi đấu cho FC Chiasso theo dạng cho mượn từ FC Lugano ở vị trí thủ môn.

## Tiểu sử
Russo rời để đến Lecco từ Torino năm 2001, cùng với Marco Andreotti. Năm 2002, anh rời để đến Alzano và năm 2003 là Solbiatese. Vào tháng 1 năm 2004 anh được ký bởi Sampdoria và lập tức rời để đến Palazzolo.
Năm 2004, anh được chuyển đến đội bóng tại Swiss Challenge League Chiasso. Năm 2007 Russo trở lại Ý với Lanciano.